# Punnata
Punnata fou un antic regne al sud-oest de Karnataka la capital del qual era a Kitthipura, moderna Kittur, una ciutat del districte de Belgaum a Karnataka, a la riba del Kabhani. Era una província qualificada de "sis mil" i fou absorbida per la dinastia ganga al segle v. El país és esmentat per Claudi Ptolemeu com a Pounnata. Al segle IV el líder jain Bhadrabahu, suposat acompanyant del rei maurya Chandragupta cap al sud, i que va morir a Sravana Belgola, va dirigir l'emigració cap a Punnata on va percebre que el seu final estava proper.